# Tracadie (Nouvelle-Écosse)
Pour les articles homonymes, voir Tracadie (homonymie).
Tracadie est un village canadien du comté d'Antigonish, en Nouvelle-Écosse. Avec Pomquet et Havre-Boucher, il forme la partie acadienne du comté. Le village est très anglicisé par rapport à Pomquet.